# Крочефисо (Пескара)
Крочефисо (итал. Crocefisso) је насеље у Италији у округу Пескара, региону Абруцо.
Према процени из 2011. у насељу је живело 359 становника. Насеље се налази на надморској висини од 195 м.